# HD 83443
HD 83443 es una estrella de magnitud aparente +8,24 en la constelación de Vela, la vela del Navío Argos.
Visualmente se localiza a 10 minutos de arco de la brillante HD 83548 (y Velorum), y se encuentra a 134 años luz del sistema solar.
Desde 2000 se conoce la existencia de un planeta extrasolar en órbita alrededor de esta estrella.

## Características físicas
HD 83443 es una enana naranja de tipo espectral K0V.
Tiene una temperatura efectiva de 5511 ± 45 K y su luminosidad es inferior a la del Sol en un 15%.
Su radio es prácticamente igual al radio solar —diversas fuentes señalan un tamaño entre un 2% y un 5% más grande— y gira sobre sí misma con una velocidad de rotación proyectada de sólo 1,3 km/s.
Es algo menos masiva que el Sol, con una masa de 0,95 masas solares, y tiene una incierta edad comprendida entre 2940 y 5840 millones de años.

## Composición química
HD 83443 es una estrella muy rica en metales, siendo su abundancia relativa de hierro 2,2 veces mayor que la del Sol ([Fe/H] = +0,35).
De hecho, entre más de 450 estrellas similares, muy pocas —entre ellas HD 115585 y HD 181433— poseen una metalicidad comparable.
La mayor parte de los elementos evaluados son sobreabundantes en relación con los niveles solares —bario, zirconio y europio son la excepción—, y en el caso del silicio, su contenido es 3,2 veces más elevado que en el Sol.
Con el fin de estudiar la composición de hipotéticos planetas terrestres, se han evaluado las relaciones C/O y Mg/Si en HD 83443.
La relación C/O es 0,78, lo que implica que, al igual que en la Tierra, el silicio sólido fundamentalmente se encontraría formando cuarzo y silicatos.
Sin embargo, la relación Mg/Si —que controla la composición exacta de los silicatos de magnesio— es 0,98, valor inferior al del Sol; ello, conlleva que, de existir planetas terrestres, éstos puedan ser del tipo «Tierras ricas en silicio».
Presenta un bajo contenido de litio (logє[Li] < 0,52), lo que concuerda con la circunstancia observada de que las estrellas que albergan sistemas planetarios son más pobres en litio que las que no tienen planetas.

## Sistema planetario
El planeta extrasolar, llamado HD 83443 b, fue descubierto por el equipo de Búsqueda de Planetas Extrasolares de Ginebra.
Tiene una masa mínima igual al 40% de la masa de Júpiter.
Se mueve en una órbita prácticamente circular a 0,041 UA de la estrella, apenas un 11% de la distancia existente entre Mercurio y el Sol.
Su período orbital, uno de los más cortos conocidos, es de 2,99 días.
En el momento del descubrimiento de HD 83443 b, el equipo descubridor anunció la existencia de un segundo planeta más externo, cuya existencia ha sido posteriormente refutada.
| Acompañante (En orden desde la estrella) | Masa (MJ)   | Período orbital (días) | Semieje mayor (UA) | Excentricidad |
| ---------------------------------------- | ----------- | ---------------------- | ------------------ | ------------- |
| HD 83443 b                               | 0,4 ± 0,034 | 2,985625 ± 0,0006      | 0,0406 ± 0,0033    | 0,008 ± 0,025 |